# Alleanza in Gesù per Maria
L'Alleanza in Gesù per Maria (in spagnolo Alianza en Jesús por María) è un istituto secolare femminile di diritto pontificio.

## Storia
L'istituto fu fondato il 2 febbraio 1925 a San Sebastián dal sacerdote Antonio Amundarain Garmendia e originariamente era costituito da una ventina di giovani donne; fu eretto in istituto secolare di diritto diocesano dal vescovo di Madrid il 2 febbraio 1950 e divenne di diritto pontificio il 25 dicembre 1963.
Sin dalle origini è un'istituzione eminentemente secolare: i suoi membri vivono nelle loro famiglie e nel loro ambiente sociale e professionale.
Il fine delle consacrate dell'istituto è quello di promuovere la conoscenza, soprattutto con l'esempio della propria vita, la purezza e della castità cristiana per "far trionfare un autentico amore cristiano in sé stesse e negli altri".
L'istituto svolge il suo apostolato tra le fanciulle e le giovani in organizzazioni dette Escuela de Jesús e nei gruppi JURD (Juventud Unida Rumbo a Dios, ovvero Gioventù unita verso Dio).

## Diffusione
L'istituto è presente soprattutto in Spagna, ma anche in Francia, Italia, Portogallo, Repubblica Dominicana e in altri paesi dell'America Latina.
La sede principale è in calle Cardenal Cisneros a Madrid.
Nel 1973 l'istituto contava 1343 membri.